# Michele Pellegrino
Michele Pellegrino (Centallo, 25 aprile 1903 – Torino, 10 ottobre 1986) è stato un cardinale, arcivescovo cattolico e letterato italiano.

## Biografia
Nato a Roata Chiusani in comune di Centallo, nell'ottobre 1913 entrò al Seminario Minore di Fossano. A partire dal 1923 svolse il proprio servizio militare nei pressi di Mantova, un periodo al quale dedicherà un quaderno pubblicato dopo la sua morte con il titolo Diario di quei tredici mesi (marzo 1923 - aprile 1924) (Editrice Esperienze di Fossano, 1996).

### Ministero sacerdotale
Ordinato sacerdote il 19 settembre 1925, nel 1931 si laureò in Teologia alla Pontificia facoltà teologica di Torino; proseguì i propri studi laureandosi anche in Filosofia con il voto di 110/110 all'Università Cattolica del Sacro Cuore di Milano (1933). Dall'anno accademico 1941-1942 fu titolare della cattedra di Letteratura Cristiana Antica dell'Università degli Studi di Torino e nel 1951 la Facoltà di Lettere della stessa università gli affidò l'insegnamento di Grammatica greca e latina. Nel 1965 fu il fondatore dell'Associazione Internazionale di Studi Patristici (AIEP-IAPS). Nel 1944 aiutò la partigiana Malvina Garrone Ronchi Della Rocca  a sfuggire all'arresto.

### Ministero episcopale e cardinalato
Papa Paolo VI lo nominò arcivescovo di Torino il 18 settembre 1965 e lo elevò al rango di cardinale nel concistoro del 26 giugno 1967.
Il 27 luglio 1977 lasciò l'incarico di arcivescovo di Torino qualche mese prima di compiere i 75 anni.
Prese parte ad entrambi i conclavi del 1978.
Pochi anni dopo le sue dimissioni visse la realtà della malattia, che lo portò alla morte a Torino.
Morì il 10 ottobre 1986 all'età di 83 anni; è sepolto nel cimitero di Roata Chiusani. 

## Azione pastorale
L'azione pastorale del card. Pellegrino fu incentrata sull'attuazione del Concilio Vaticano II, e si distinse per l'attenzione ai problemi concreti dei poveri e del mondo del lavoro. Del suo magistero episcopale è ricordata soprattutto la Lettera Pastorale Camminare insieme (8 dicembre 1971) che gli attirò l'ostilità della "galassia" Fiat - famose le "punzecchiature" di Alberto Ronchey allora direttore de "La Stampa" - per la sua vicinanza al mondo e ai problemi dei lavoratori . Durante il proprio episcopato visitò tutte le parrocchie dell'arcidiocesi, e ripartì il territorio diocesano in nuove zone vicariali. Stimolò i laici credenti a profondere un maggior impegno nell'attività diocesana; Mons. Pellegrino promosse la rinascita della Facoltà Teologica di Torino. Nel corso del suo ministero fu inoltre fautore dell'esperienza dei Preti operai.
Firmò il documento degli "amici di Aldo Moro" in cui si afferma che le lettere dalla "prigione del popolo" non sono scritte dal vero Aldo Moro.
Il 25 aprile 2003, nel centenario della nascita, è stato inaugurato un piccolo museo nella casa natale dell'arcivescovo, visitabile previo appuntamento. La sua gestione è affidata alla locale parrocchia, che ne ha curato l'allestimento; in loco è anche possibile consultare gli articoli e i libri scritti da Pellegrino sia in forma cartacea che digitale.
A lui è dedicata la sede del Sermig di Torino e l'area verde con giochi antistante.
 Dal 1994 è attiva, sempre a Torino, l'Associazione Centro Studenti Universitari Michele Pellegrino, un gruppo studentesco di ispirazione cristiana il quale, oltre ad un cammino di auto-aiuto negli studi, organizza conferenze, tavole rotonde, momenti di tempo libero e di preghiera in comune.

## Genealogia episcopale e successione apostolica
La genealogia episcopale è:
- Cardinale Scipione Rebiba
- Cardinale Giulio Antonio Santori
- Cardinale Girolamo Bernerio, O.P.
- Arcivescovo Galeazzo Sanvitale
- Cardinale Ludovico Ludovisi
- Cardinale Luigi Caetani
- Cardinale Ulderico Carpegna
- Cardinale Paluzzo Paluzzi Altieri degli Albertoni
- Papa Benedetto XIII
- Papa Benedetto XIV
- Cardinale Enrico Enriquez
- Arcivescovo Manuel Quintano Bonifaz
- Cardinale Buenaventura Córdoba Espinosa de la Cerda
- Cardinale Giuseppe Maria Doria Pamphilj
- Papa Pio VIII
- Papa Pio IX
- Cardinale Gustav Adolf von Hohenlohe-Schillingsfürst
- Arcivescovo Salvatore Magnasco
- Cardinale Gaetano Alimonda
- Cardinale Agostino Richelmy
- Vescovo Giuseppe Castelli
- Vescovo Sebastiano Briacca
- Arcivescovo Giovanni Francesco Dadone
- Cardinale Michele Pellegrino

La successione apostolica è:
- Vescovo Francesco Sanmartino (1966)
- Vescovo Livio Maritano (1968)
- Vescovo Massimo Giustetti (1972)
- Vescovo Pietro Giachetti (1976)